# Eat the Heat
Az Eat the Heat  a német Accept zenekar 1989-ben megjelent albuma

## Számok listája
- X-T-C
- Generation Clash
- Chain Reaction
- Love Sensation
- Turn the wheel
- Hellhammer
- Prisoner
- I Can't Believe In You
- Mistreated
- Stand 4 What U R
- Break The Ice
- D-Train

## Közreműködők
- David Reece – ének
- Wolf Hoffmann – gitár
- Jim Stacey – gitár
- Peter Baltes – basszusgitár
- Stefan Kaufmann – dob

Az Accept egyetlen albuma Udo Dirkschneider nélkül, 2010 előtt.

## Videóklip
- Generation clash